# Istoria locomotivei cu abur
Acest articol dezvoltă secțiunea Începutul a articolului principal, Locomotivă cu abur.

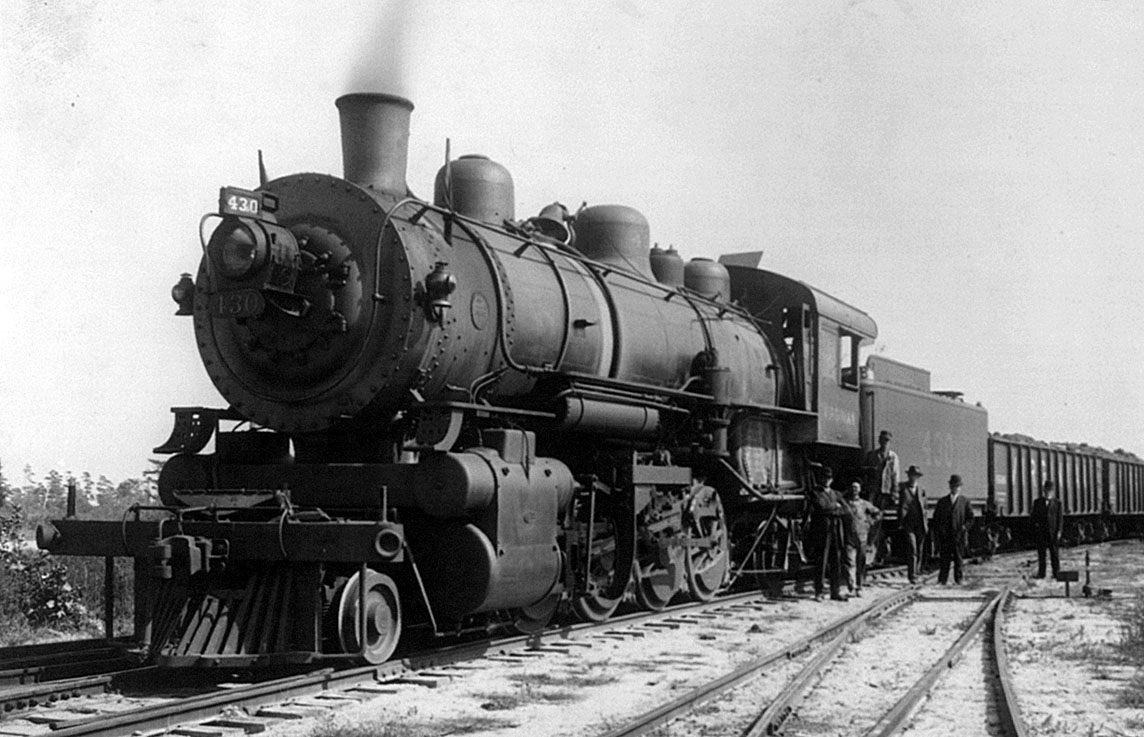
Locomotivă cu abur americană aparținând companiei Virginian Railway

Descoperirea și apoi perfecționarea motorului cu abur au marcat un moment important în istoria omenirii - începutul revoluției industriale, dar și al istoriei locomotivei cu abur. În locul vagoanelor trase de cai apar trenurile propulsate de locomotive cu abur.

## Primele locomotive
Necesitatea construirii locomotivei a fost dată de problema transportării minereului din zonele de extracție. La început s-a utilizat tracțiunea animală. Dar caii de tracțiune aveau putere limitată și durata vieții redusă.
Continuând creația predecesorilor săi, Denis Papin, Thomas Newcomen, James Watt și alții, care au adus o serie de inovații mașinii cu abur, inginerul galez Richard Trevithick (1771 - 1833) construiește, în 1803, prima locomotivă cu abur din lume. Locomotiva, numită Tram Engine, consta dintr-o mașina cu abur de înaltă presiune, transpusă pe roți cu bandaje netede. Aceasta era destinată circulației pe drumuri, nu pe căi ferate, iar acestei invenții nu i s-a acordat prea mare atenție.

Locomotiva construită de Richard Trevithick în 1804

În 1804, Matthew Murray din Leeds inventează o locomotivă cu abur care se deplasa pe șine din lemn. Este văzută și de Richard Trevithick, înainte ca acesta să construiască prima sa locomotivă.
În 1804, Trevithick realizează o a doua locomotivă asemănătoare. Aceasta a remorcat, la 22 februarie 1804, pe traseul Pen-y-darran - Abercynon (15 km) un tonaj de 15 tone-forță, fiind atinsă viteza maximă de 8 km/h.
În 1805, a fost construită, după planurile lui Trevithick, o variantă îmbunatățită a locomotivei din 1804. Deoarece greutatea ei (peste 8 tone) nu-i permitea să circule pe șinele de atunci care erau din lemn sau fontă, locomotiva avea să fie utilizată ca mașină staționară.
La 19 iulie 1808, Trevithick prezintă la Londra, pe o linie circulară demonstrativă, amplasata pe un teren împrejmuit (locodrom), locomotiva Catch Me Who Can ("Să mă prindă cine poate"). Aceasta a atins o viteză fabuloasă pentru acea epocă de 20 km/h.
După modelul acestei locomotive și după planurile lui Matthew Murray, au fost construite locomotivele Salamanca, Prince Regent, Lord Wellington și Marquis Wellington, care au funcționat pe prima linie industrială cu tracțiune cu abur, care a fost inaugurată pe 12 august 1812.
Deoarece John Blenkinshop, directorul minelor de cărbuni din Middleton (beneficiar al acestei căi ferate), considera în mod greșit că greutatea locomotivei nu este suficientă pentru a asigura aderența dintre șină și roată, acesta a propus introducerea unei roți dințate care să se angreneze la o a treia șina de tip cremalieră.

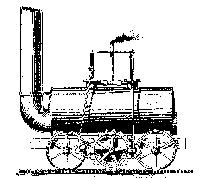
Locomotiva Blenkinsop, Marea Britanie, 1812

Locomotivele lui Murray și Blenkinshop, spre deosebire de cele ale lui Trevithick, aveau doi cilindri dispuși vertical. Aveau o putere de 4 CP și, remorcând peste 90 tone, puteau atinge 5,6 km/h.
Locomotive similare au fost construite pentru minele engleze din Coxlolodge, precum și pentru minele din Orel (Rusia), Königsgrave (Silezia) și Geislautern (Saar).
În 1813, englezul William Brunton experimentează la Newbottle, o locomotivă cu abur, denumită Steam-horse ("Calul cu abur") a cărei propulsie era asigurată prin intermediul a două reazeme articulate, care apăsau alternativ pe sol. Un astfel de model a fost utilizat pentru minele engleze din Rainton.
Experiențele efectuate între 1812 și 1813 au demonstrat că aderența simplă din roată și șină permite remorcarea trenurilor, cu condiția ca greutatea locomotivei să fie suficient de mare. Astfel, William Hedley, Jonathan Foster și Timothy Hackworth construiesc un model de locomotive cu simplă aderență în trei exemplare. Este vorba de Puffing Billy, care a funcționat timp de 50 de ani, adică până în 1864. Greutatea unei astfel de locomotive era de 9,2 tf, forța de tracțiune era de 675 kgf, iar viteza maximă de 10 km/h.

## Locomotivele cu abur moderne
George Stephenson este considerat inventatorul primei locomotive cu abur, în accepția actuală, adica destinată numai căilor ferate și nu altor tipuri de drumuri.

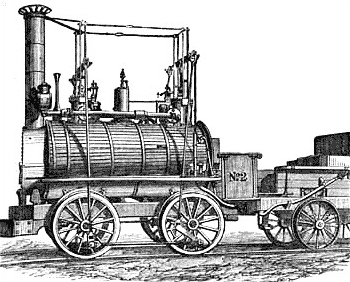
Blücher, locomotiva construită de George Stephenson în 1814

George Stephenson (1781 - 1848) realizează în 1814 locomotiva Blücher cu simplă aderență ale cărei prime probe au fost efectuate în acelasi an, la 25 iulie. Locomotiva era asemănătoare celor utilizate de Blenkinshop, însă fără cremalieră. La 27 iulie 1814, Blücher remorchează pe o distanță de 6 km, un tonaj de 30 tf.
La 6 martie 1815, G. Stephenson și Ralph Dodds (1792 - 1874) pun in circulație, pe liniile minei Killingworth, o a doua locomotivă la care transmisia prin angrenaje era înlocuită cu o transmisie prin lanț. Un an mai târziu, în 1816, G. Stephenson și William Losch (1770 - 1861) au brevetat o locomotivă al cărei cazan se sprijinea pe resoarte cu abur. Astfel de locomotive au fost utilizate în mai multe mine engleze.

### Primele linii publice
La 27 septembrie 1825 începe o noua etapă a evoluției căilor ferate, o dată cu inaugurarea liniei Stockton - Darlington (nord-estul Angliei). Trenul inaugural al liniei, remorcat de locomotivă Locomotion Nr.1 a fost condus chiar de Stephenson, care a proiectat atât locomotiva, cât și toate detaliile liniei: poduri, macaze, intersecții și a condus personal execuția acestora.
Locomotion Nr.1 avea două osii cuplate prin biele (pentru prima dată se utiliza aceasta soluție), acționate printr-un sistem complicat de balansieri. La inaugurare, locomotiva a transportat 450 de călători și 90 t de marfă, parcurgând traseul Stockton - Brusselton cu o viteză maximă de 19 km/h.
În anii care au urmat, traficul de călători și mărfuri pe linia Stockton - Darlington a fost asigurat atât de tracțiune cu locomotive cât și de cea cu cai (locomotivele aveau totuși un randament scăzut).
Alte inovații în domeniul locomotivelor cu abur au mai fost aduse de: Timothy Hackworth (1786 - 1850), care, în 1827, a construit modelul Royal George, Lister care a construit, în 1830, locomotiva Midlesbro, Robert Stephenson care marchează un progres prin construcția locomotivei Lancashire Witch ("vrajitoarea din Lancashire") și alții.

### Concursul de la Rainhill (1829)

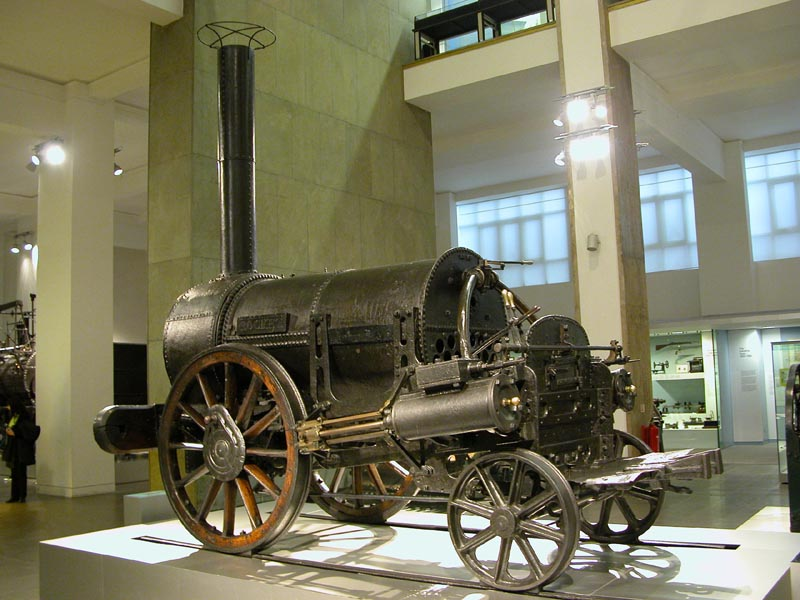
Locomotiva Rocket a lui George Stephenson

Evenimentul care avea să conducă la perfecționarea locomotivei cu abur a fost concursul de locomotive de la Rainhill (lângă Liverpool), organizat de conducerea companiei feroviare Liverpool - Manchester Railway, 6 - 14 octombrie 1829. Deoarece diferitele comisii tehnice nu se decideau asupra sistemului de tracțiune ce urma să fie adoptat pe linia Liverpool - Manchester, s-a publicat, la 20 aprilie 1829, condițiile unui concurs de locomotive, dotat cu un premiu de 500 de lire. Condițiile pe care trebuiau să le îndeplinească locomotivele participante:
- greutatea proprie de maxim 6 tf
- trei osii
- la o viteză 16 km/h trebuia să remorcheze un tonaj de minimum 20 tf
- sa dețină suspensie cu resoarte, două supape de siguranță și un timbru al cazanului de 3,5 atmosfere.

Erau admise și locomotivele cu două osii, dar cu greutatea mai mică de 4,5 tf.

La concurs s-au prezentat cinci locomotive:
- The Rocket, prezentată de George și Robert Stephenson, împreună cu Henry Booth;
- Novelty, construită de Ericsson și Braithwaite;
- Sans Pareil, construită de Timothy Hackworth;
- Perseverance, construită de Timothy Burstall
- Cyclopede, un vehicul cu două osii, construit de Brandreth, acționat prin intermediul unei benzi rulante puse în mișcare de doi cai, care însă nu a fost admis.

Premiul a fost repurtat de locomotiva The Rocket, care, cu un tonaj de 12,75 tf, atinge viteza de 47,4 km/h. Circulând izolată, locomotiva a atins 85 km/h. Având o lungime (inclusiv tenderul) de 6,4 m, diametrul roților motoare de 1,42 m și o putere de peste 20 CP, The Rocket reunea un ansamblu de inovații care se regăsesc și la locomotivele moderne cu abur:
- ecartament normal: 1435 mm;
- utilizarea simplei aderențe;
- distribuția aburului prin sertare culisante;
- tiraj forțat, prin evacuarea aburului prin coș;
- cazan multitubular, inspirat din lucrările lui Trevithick, Seguin și Henry Booth;
- acționarea directă, de către pistoane, a osiei motoare prin sistemul bielă - manivelă.

### Inovații aduse locomotivelor cu aburi
În deceniul ce a urmat după concursul de la Rainhill (1829), evoluția locomotivelor cu abur a fost rapidă. Deși principiile de bază nu se schimbă, locomotivele vor suferi o serie de imbunătățiri succesive:
- domul de abur, utilizat la colectarea aburului uscat din cazan, înainte de admisia acestuia în cilindri, introdus în 1830 pe locomotivele Northunbrian, Planet, construite de Robert Stephenson și Le Globe, construită de Timothy Hackworth.
- fluierul de semnal (cu aburi), introdus în 1833 de George Stephenson pe una din locomotivele de tip Samson
- mecanismul de distribuție, inventat în 1842 de William Howe
- injectorul automat cu abur, inventat de Henri Giffard (1825 - 1882), care avea rolul de a antrena apa din tender în cazan, cât și preîncălzirea acesteia
- motorul cu abur cu dublă expansiune, brevetat la 13 iulie 1781 de englezul Jonathan Hornblower (1735 - 1815) , perfecționat de Arthur Woolf în 1803 și adaptat la locomotivă de către inginerul francez, de origine elvețiană, Anatole Mallet (1837 - 1919).
- sistemul compound; prima locomotivă compound a fost construită în 1876, după proiectele lui Mallet.
- supraîncălzirea aburului: una dintre cele mai importante imbunătățiri aduse locomotivei de-a lungul evoluției sale. Continuând încercările realizate de mai mulți inaintași, germanul Wilhelm Schmidt realizează, în 1897, primul supraîncălzitor efiace.
- cilindrul de frână, alimentat cu aburi, care să acționeze asupra roților prin saboți, introdus de Stephenson în 1833. Ulterior acesta este înlocuit de sistemul de frânare cu aer comprimat, inventat de George Westinghouse în 1869.

### Extinderea construcției de locomotive

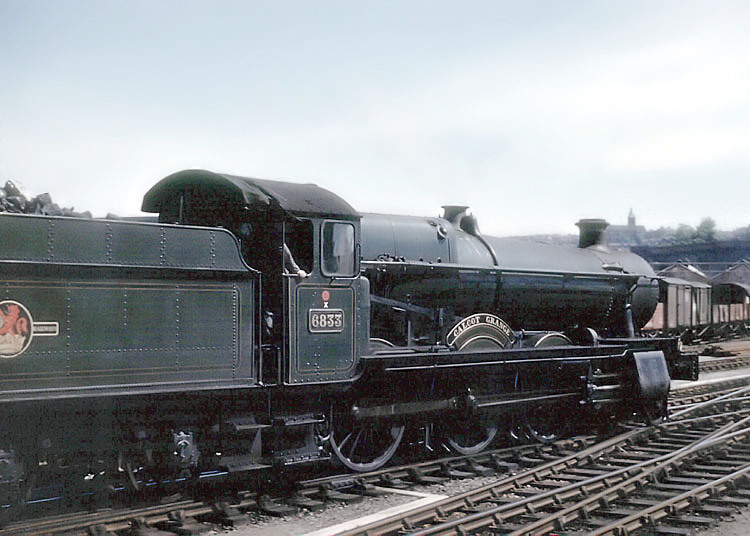
Locomotivă a companiei Great Western Railway

La 15 septembrie 1830, s-a inaugurat linia Liverpool - Manchester, prima cale ferată în adevăratul sens al cuvântului. Pentru aceasta linie, Robert Stephenson realizează tipurile de locomotive Planet, Samson și Patentee. Dacă primele două modele aveau doar două osii motoare, la Patentee s-a adăugat și o a treia, purtătoare, și aceasta pentru a reduce solicitarea asupra șinei (care de multe ori se rupea datorită greutății locomotivelor). Acest tip de locomotivă a avut o largă răspândire în Anglia, unde a fost utilizat la remorcarea trenurilor exprese, până în 1894.
Succesul obținut de linia Liverpool - Manchester a impulsionat construirea unor noi linii engleze, cât și răspândirea noului sistem de transport cu tracțiune cu abur în America de Nord, în Europa și în celelalte continente.
După proiectele inginerului Daniel Gooch (1816 - 1889), a fost realizată o locomotivă pentru compania Great Western Railway, care, la 11 iulie 1846, a atins viteza record de 108 km/h. Acest record a fost depășit pe 9 mai 1904, de modelul City of Truro al aceleiași companii feroviare, locomotivă care a atins 160 km/h.
În paralel cu extinderea rețelei de căi ferate engleze, s-au perfecționat și locomotivele cu abur, un rol important având inginerii Robert Stephenson, Timothy Hackworth, Edward Bury, George Forrester, Daniel Gooch, Alexander Allan, Karl Beyer și alții.
În 1827, s-a construit, de către Timothy Hackworth, prima locomotivă cu trei osii cuplate. Pe baza acestui model, după îmbunătățirile lui Robert Stephenson, s-au construit modelele Atlas (linia Leicester - Swannington) și Mammouth (Paris - Orléans).

### Concursul de la Semmering (1851)
Prima linie de cale ferată montană europeană cu un traseu dificil a fost o porțiune a magistralei Gloggnitz - Trieste, și anume Gloggnitz - Mürzzuschlag (Austria), care traversa Munții Alpi, porțiune denumită și Semmeringbahn.
După lucrări foarte dificile, Semmeringbahn a fost inaugurată la 15 mai 1854 pentru traficul de marfă și două zile mai târziu pentru cel de călători. Se impunea găsirea unei locomotive care să satisfacă un traseu atât de dificil: curbe cu raze de numai 190 m și declivități ce ajungeau la 25 ‰. În acest scop, s-au publicat în martie 1850 condițiile unui concurs, dotat cu un premiu de 20.000 de ducați. Locomotivele participante trebuiau să remorcheze, în condițiile unui astfel de traseu montan, cu o viteză de 11,38 km/h, un tonaj de 140 tf.
La 31 iulie 1851 s-au prezentat la concurs, în stația Payerbach, 4 locomotive:
| Locomotiva      | Constructor    | Tip constructiv | Nr. cilindri | Diametrul cilindrilor | Cursa pistonului | Timbrul cazanului | Diametrul roților motoare | Greutatea locomotivei    | Suprafața totală de încălzire (m2 ) | Suprafața grătarului (m2 ) |
| --------------- | -------------- | --------------- | ------------ | --------------------- | ---------------- | ----------------- | ------------------------- | ------------------------ | ----------------------------------- | -------------------------- |
| Bavaria         | Maffei-München | D               | 2            | 508 mm                | 764 mm           | 8,5 at            | 1.067 mm                  | 73 t (inclusiv tenderul) | 175                                 | 2,3                        |
| Seraing         | John Cockerill | B-B             | 4            | 422 mm                | 712 mm           | 7,2 at            | 1.079 mm                  | 56 t (fără tender)       | 188                                 | 2,2                        |
| Wiener-Neustadt | Wenzel Günther | B-B-t           | 4            | 330 mm                | 632 mm           | 8,5 at            | 1.106 mm                  | 64,2 t                   | 183,6                               | 1,7                        |
| Vindobona       | John Haswell   | D               | 2            | 448 mm                | 579 mm           | 8,5 at            | 948 mm                    | 47,15 t (fără tender)    | 176,2                               | 1,59                       |

Concursul a avut loc între 13 august și 1 septembrie 1851. Performanțele atinse de locomotive:
| Locomotiva      | Tonajul remorcat | Viteza maximă |
| --------------- | ---------------- | ------------- |
| Bavaria         | 147,84 tf        | 18,51 km/h    |
| Seraing         | 141,29 tf        | 14,26 km/h    |
| Wiener-Neustadt | 140 tf           | 11,38 km/h    |
| Vindobona       | 140 tf           | 11,38 km/h    |

Premiul a revenit locomotivei Bavaria.
Concursul de la Semmering, la fel de celebru ca și cel organizat, în 1829, la Rainhill (Anglia), a marcat o nouă etapă în evoluția locomotivelor cu aburi. Acesta a determinat construirea primelor locomotive articulate și de forță pentru trasee montane dificile.

## Primele fabrici de locomotive din Europa
- Robert Stephenson & Company, prima fabrică de locomotive din lume, înființată, în 1823 la New-Castle upon Tyne, de către George Stephenson, fiul său Robert, Edward Pease și Michael Longridge. Primele comenzi primite, în 1824, au fost din partea minelor Hetton și a companiei feroviare Stockton & Darlington Railway. Această firmă a avut un rol esențial în extinderea transportului feroviar. Locomotivele produse aici au fost primele utilizate în Franța (1828), SUA (1829), Belgia și Germania (1835), Austria și Canada (1837), Australia și Norvegia (1854), Egipt și Turcia (1860). Una dintre locomotivele celebre construite aici a fost John Bull, care în 1831 intră în serviciul liniei americane New York - Philadelphia. La acestă locomotivă este introdus, pentru prima dată, în partea din față, grătarul de protecție (inventat de Isaac Dripp), cu rolul de a îndepărta eventualele obstacole.
- Edward Bury & Co, înființată în 1830 la Liverpool, de către Edward Bury. Locomotivele aveau șasiul exterior, constituit din două grinzi longitudinale (longeroane).
- Sharp, Roberts & Co, fondată la Manchester în [1833]]. Ulterior, după numeroase fuziuni, s-a numit North British Locomotive Co. În 1835, firma a realizat o locomotivă care, pe traseul Liverpool - Manchester, a atins viteza record de 101,6 km/h. Pentru prima dată se depașea 100 km/h.
- Tayleur & Co, înființată în 1832, la Newton, de către Robert Stephenson și Charles Tayleur. Din 1847 firma devine Vulcan Foundry. Locomotivele construite de aceasta firmă au inaugurat la 16 aprilie 1853 prima linie de cale ferată a continentului asiatic, pe traseul Bombay - Thana (India), iar la 12 iunie 1872 prima linie japoneză Tokyo (Shimbashi) - Yokohama.
- primele fabrici germane de locomotive au fost înființate de August Borsig în 1841 la Berlin și München, apoi, în anii următori, în multe alte orașe germane. Prima locomotivă Borsig a fost livrată pe 24 iulie 1841 pentru linia Berlin - Anhaltische Eisenbahn.
- prima fabrică de locomotive franceze a fost fondată, la Perrache (Lyon) de frații Séguin (Marc, Camille, Paul și Charles), nepoții celebrilor ingineri Joseph si Étienne Montgolfier. Aceștia au construit în 1829, prima locomotivă franceză.
- prima locomotivă austriacă a fost construită sub conducerea inginerului englez John Baillie, în 1840, în cadrul atelierului societății Nordbahn.

## Primele locomotive americane

### Statele Unite
Colonelul John Stevens este considerat părintele căilor ferate americane. În 1826, acesta a dovedit posibilitatea realizării unei locomotive cu abur care să fie și eficace, utilizând o cale ferata circulară construită chiar pe proprietatea sa din Hoboken, New Jersey. A reușit acest lucru înainte cu trei ani ca Stephenson să facă același lucru în cadrul concursului de la Rainhill.
Primele locomotive utilizate în SUA au fost achiziționate din Anglia, fiind furnizate de firmele Foster, Rastrick & Co sau Robert Stephenson & Co începând cu anul 1829. Astfel, prima astfel de locomotivă a fost Stourbridge Lion, introdusă la firma Delaware & Hudson. Fiind prea grea pentru calea de rulare (de două ori mai grea decât promiseseră constructorii englezi), este folosită ulterior ca motor staționar.
Câteva locomotive celebre americane:
- Tom Thumb ("Tom Degețelul"), prima locomotivă de construcție americană, realizată în 1830 de Peter Cooper, în New York, pentru linia Baltimore - Elicott's Mill. Cântarea mai puțin de o tonă, iar ca putere nu depășea 1 CP și a fost testată pe 28 august 1830 când a atins viteza maximă de 29 km/h.
- John Bull. În 1831, Robert Stevens, fiul colonelului John Stevens, merge în Anglia și se întoarce (pe calea apei) cu locomotiva dezasamblată John Bull pentru firma Camden & Amboy Railroad în New Jersey. Mecanicul Isaac Dripps, deși nu văzuse niciodată o locomotivă, reușește să o reasambleze. Este prima locomotiva echipată cu clopot, lumină frontală și grătar de protecție. Rămâne în serviciu până în 1866
- York, câștigătoare a concursului organizat de compania Baltimore & Ohio Railroad, care dorea o locomotivă corespunzătoare pentru linia Baltimore - Ohio.
- Atlantic, în serviciul lui Baltimore & Ohio, în septembrie 1832, a remorcat un tonaj de 50 t atingând o viteză maximă de 64,4 km/h. Acest model de locomotivă a remorcat, la 24 august 1835, în prezența președintelui SUA, Andrew Jackson, primul tren care a intrat în gara orașului Washington.
- The Best Friend of Charleston, construită la West Point Foundery din New York pentru Charlston & Hamburg Railroad. Este prima locomotivă cu aburi construită complet în America și care intră într-un serviciu de transport regulat de pasageri. Funcționează eficace din 25 decembrie 1830 până în 1831, când, datorită unei neglijențe în exploatare, cazanul îi explodează.
- De Witt Clinton, de 3,5 tone, construită în 1831 în atelierele West Point din New York. Aceasta tractează 5 vagoane cu 48 km/h între Albany și Schenectady, în serviciul companiei Mohawk & Hudson Railway. Funcționează doi ani după care este retrasă.
- The Experiment, construită de John B. Jervis în 1832, atinge o viteză de 97 km/h.
- George Washington și Washington County Farmer, construite de William Norris în 1836 și cunoscute prin performanțe pe linii cu rampe mari.
- Philadelphia, construită tot de Norris, începând cu 1837 și care a servit ca model pentru locomotivele ce deserveau liniile ferate din multe țări europene.
- The General, construită în 1855 de către Schenectady Locomotive Works, remarcată în timpul războiului de secesiune.
- South Carolina (construită in 1831), prima locomotiva cu opt roți.
- American No. 1 (1832) a fost prima locomotivă de tip 4-4-0. Capabilă să atingă o viteză de 60 mile/h, proiectată de John B. Jervis, inginer-șef al Mohawk & Hudson.

### Canada
În 1853 s-a inființat la Toronto prima fabrică canadiană de locomotive.

## Locomotivele cu abur în România
Începutul locomotivelor pe actualul teritoriu al României se leagă de regiunea Banat, în acea perioadă aflată în componența Austro-Ungariei. Prima cale ferată "adevărată" (care să nu folosească tracțiunea animală) a fost Oravița-Baziaș, folosită pentru transportul cărbunelui, pe care circulau locomotive cu abur aduse din Austria.
Prima locomotivă cu abur construită pe actualul teritoriu al României a fost în anul 1872 la Reșița. Locomotiva avea ecartament îngust (948 mm), a fost construită după proiectul lui John Haswell și denumită Reșița 2. Aceasta a fost folosită doar pentru transporturi în interiorul uzinei.

### Locomotiva Malaxa
Dintre toate locomotivele cu abur românești sau construite vreodată în România cea mai importantă de precizat este locomotiva Malaxa. În anul 1927 pe porțile Uzinelor Malaxa din București, al căror fondator a fost inginerul Nicolae Malaxa, iese prima locomotivă ce purta numele de Malaxa. Locomotivele din seria 151 erau cele mai puternice din România la acea vreme (2600 CP), fiind privite cu mare interes la expoziția de la Milano din 1940. 

## Cele mai puternice locomotive cu aburi
Cele mai mari și mai puternice locomotive cu abur au fost construite în SUA și au atins apogeul prin modelele articulate, de tip Mallet. Cele mai celebre, adevărați "monștri sacri ai tracțiunii cu abur", aveau dimensiuni neobișnuit de mari și dezvoltau puteri de până la 10.000 CP:
- Triplex avea o greutate de 384 t, iar, la o viteză de 22 km/h, dezvolta o forță de tracțiune de 59 tf.
- Double-Décapod, la o greutate de 311 t (fără tender), avea o forță de tracțiune de 80 tf.
- Big-Boy: cea mai puternică locomotivă cu aburi construită vreodată. Lungimea locomotivei (împreuna cu tenderul) era de 40 m, greutatea ei era 351 tf, diametrul roților motoare depășea 1,7 m. Locomotiva putea atinge 128 km/h.

## Viitorul locomotivei cu aburii
Randamentul motorului locomotivelor cu abur nu depășește 15 %, ajungând ca la cârligul de tracțiune să aibă valoarea de sub 6 %. Datorită randamentului foarte scăzut, tracțiunea cu abur a fost înlocuită treptat cu tracțiunea diesel și cea electrică.
La începutul deceniului opt al secolului al XX-lea, locomotivele cu abur reprezentau doar 14 % din totalitatea sistemelor de tracțiune feroviară. Astfel, conform buletinului Who's who din 1981, editat de Uniunea Internațională a Căilor Ferate, în acel an cele mai multe locomotive cu abur erau utilizate în India, Africa de Sud, Turcia, Pakistan, Bangladesh.